# Charles-Louis Didelot
Pour les articles homonymes, voir Didelot.
Œuvres principales
Richard Cœur-de-Lion (1788)
Don Quichotte (1808)
Le Calife de Bagdad (1818)
Charles-Frédéric-Louis Didelot (en russe : Карл-Людовик ou Шарль-Луи Дидло) est un danseur et maître de ballet français né à Stockholm le 27 mars 1767 et mort à Kiev le 7 novembre 1837.
Fils du maître de danse du roi de Suède, il étudie la danse avec son père Charles, avec Louis Frossard, puis à Paris avec Dauberval et Lany. Rappelé à Stockholm en 1786, il monte ses premières chorégraphies au Ballet royal suédois. À Paris l'année suivante, il suit des cours avec Gaëtan et Angiolo Vestris, puis va parfaire sa formation à Londres avec Noverre, sous la direction duquel il débute en 1788.
Malgré des débuts prometteurs à l'Opéra de Paris, il n'est pas engagé et poursuit sa vie itinérante à Bordeaux, où il retrouve Jean Dauberval, puis à Londres où il gagne en célébrité.
Il arrive à Saint-Pétersbourg en 1801, à l'invitation de Charles Le Picq et du directeur des Théâtres impériaux, où il débute comme premier danseur. Quittant Saint-Pétersbourg pour Londres en 1811, il y donne plusieurs ballets, ainsi qu'à Paris, et retourne en Russie en 1816, où il restera jusqu'à la fin de sa vie.
Il est le premier chorégraphe à avoir introduit les pointes en 1815, dans le ballet Flore et Zéphire (avec Geneviève Gosselin, Paris 1815).
Héritier de la tradition du ballet d'action, il remonte en Russie La Fille mal gardée de Dauberval, et son ballet Flore et Zéphire (Paris, 1815) lui vaut une renommée internationale. Il se lie à la vie intellectuelle russe autour de Pouchkine et préfigure, par les sujets de ses ballets, l'avènement du romantisme.
Pédagogue et maître de ballet irascible mais efficace, Didelot se consacrera ensuite principalement à l'enseignement de la danse, formant les meilleurs éléments du ballet, dont son assistant Auguste Poireau. C'est Alexis Blache qui lui succédera comme maître de ballet en 1832.
Didelot a hissé le ballet russe à une hauteur sans précédent, et c'est à partir de Didelot que le ballet russe a atteint une importance mondiale. Il a livré plus de 40 ballets, pas de comptage de la danse [Quoi ?] et des fragments d'autres représentations.

## Principaux ballets
- 1786 : Pas de deux (Stockholm)
- 1788 : Richard Cœur-de-Lion (Londres)
- 1789 : L'Embarquement pour Cythère (Londres)
- 1796 : L'Amour vengé (Londres)
- 1797 : Acis et Galatée (Londres)
- 1802 : Apollon et Daphné (Saint-Pétersbourg)
- 1807 : Médée et Jason (Saint-Pétersbourg)
- 1808 : Don Quichotte (Saint-Pétersbourg)
- 1809 : Psyché et l'Amour (Saint-Pétersbourg)
- 1812 : La Reine de Golconde (Londres)
- 1813 : Un soir d'été (Londres)
- 1814 : Le Bazar d'Alger (Londres)
- 1815 : Flore et Zéphire (Paris)
- 1817 : Apollon et les Muses (Saint-Pétersbourg)
- 1818 : Le Calife de Bagdad (Saint-Pétersbourg)
- 1821 : Alceste (Saint-Pétersbourg)
- 1821 : Le Retour des Indes (Saint-Pétersbourg)
- 1823 : Le Prisonnier du Caucase (Saint-Pétersbourg)
- 1824 : Cendrillon, d'après Louis Duport (Saint-Pétersbourg)
- 1824 (le 8 décembre): Ruslan and Ludmila (ballet, 1821) (ru), music de Friedrich Scholz (ru); avec Auguste Poireau, d'après Adam Glushkovsky (ru) (Théâtre Bolchoï Kamenny, Saint-Pétersbourg)
- 1825 : Phèdre et Hippolyte (Saint-Pétersbourg)
- 1827 : La Fête villageoise (Saint-Pétersbourg)